# Thuốc ổn định tâm trạng
Thuốc ổn định tâm trạng là một loại dược phẩm tâm thần dùng để điều trị rối loạn tâm trạng đặc trưng bởi sự thay đổi tâm trạng dữ dội và kéo dài, điển hình là rối loạn lưỡng cực loại I hoặc loại II, rối loạn nhân cách ranh giới (BPD) và rối loạn tâm thần phân liệt.

## Công dụng
Được sử dụng để điều trị rối loạn lưỡng cực, chất ổn định tâm trạng ngăn chặn sự dao động giữa hưng cảm và trầm cảm. Thuốc ổn định tâm trạng cũng được sử dụng trong rối loạn nhân cách ranh giới  và rối loạn tâm thần phân liệt.

## Ví dụ
Thuật ngữ "ổn định tâm trạng" không phải mô tả một cơ chế, mà là một hiệu ứng. Thuật ngữ chính xác hơn được sử dụng để phân loại các tác nhân này.
Các loại thuốc thường được phân loại là chất ổn định tâm trạng bao gồm:

### Khoáng chất
- Lithi - Lithi là chất ổn định tâm trạng "cổ điển", lần đầu tiên được FDA Hoa Kỳ chấp thuận và vẫn còn phổ biến trong điều trị. Cần theo dõi thuốc điều trị để đảm bảo nồng độ lithium vẫn nằm trong phạm vi trị liệu: 0,6 hoặc 0,8-1,2 mEq/L (hoặc millimol). Các dấu hiệu và triệu chứng ngộ độc thuốc bao gồm buồn nôn, nôn, tiêu chảy và mất điều hòa.[3] Các tác dụng phụ phổ biến nhất là mất năng lượng và tăng cân. Các tác dụng phụ ít phổ biến hơn của việc sử dụng lithi là mờ mắt, run tay nhẹ và cảm giác bị bệnh nhẹ. Nói chung, những tác dụng phụ này xảy ra trong vài tuần đầu sau khi bắt đầu điều trị lithi. Những triệu chứng này thường có thể được cải thiện bằng cách giảm liều.[4]

### Thuốc chống co giật
Nhiều tác nhân được mô tả là "chất ổn định tâm trạng" cũng được phân loại là thuốc chống co giật. Thuật ngữ "chất ổn định tâm trạng chống co giật" đôi khi được sử dụng để mô tả những thứ này như là một lớp học. Mặc dù nhóm này cũng được xác định bởi tác dụng chứ không phải cơ chế, nhưng ít nhất có một sự hiểu biết sơ bộ về cơ chế của hầu hết các thuốc chống co giật được sử dụng trong điều trị rối loạn tâm trạng. 
- Valproate - Có sẵn ở dạng phát hành mở rộng. Thuốc này có thể rất khó chịu cho dạ dày, đặc biệt là khi dùng dưới dạng axit tự do. Cần theo dõi chức năng gan và CBC.[6]
- Lamotrigine - Đặc biệt hiệu quả đối với trầm cảm lưỡng cực. Liều thông thường là 100 trận200   mg mỗi ngày, có thể được xây dựng lên 25   mg mỗi 2 tuần.[7] Bệnh nhân cần được theo dõi các dấu hiệu và triệu chứng của hội chứng Stevens trộm Johnson, một tình trạng da rất hiếm gặp nhưng có khả năng gây tử vong.[8]
- Carbamazepine - công thức máu nên được theo dõi, vì carbamazepine có thể làm giảm số lượng bạch cầu. Cần theo dõi thuốc điều trị. Carbamazepine đã được Cục Quản lý Thực phẩm và Dược phẩm Hoa Kỳ chấp thuận là phương pháp điều trị rối loạn lưỡng cực vào năm 2005, nhưng đã được sử dụng rộng rãi trước đó.

Hiện tại không có đủ bằng chứng để hỗ trợ việc sử dụng các thuốc chống co giật khác nhau, chẳng hạn như gabapentin và topiramate, như các thuốc ổn định tâm trạng.